# Passiflora affinis
Passiflora affinis je trajnica iz porodice Passifloraceae. penjačica je i prvenstveno raste u pustinjskim ili suhim biomima grmlja u Texasu i sjeveroistočnom Meksiku (Coahuila, Nuevo León, Tamaulipas).
Kao i sve vrste pasiflore u središnjem Teksasu, i ona privlači leptire koji polažu jaja. Gusjenice koje nastanu su proždrljive i mogu potpuno uništiti lišće loze, ali ako je pasiflora dobro ukorijenjena, loza će brzo ponovno niknuti.